# Rhionaeschna pauloi
Rhionaeschna pauloi là loài chuồn chuồn trong họ Aeshnidae. Loài này được Machado miêu tả khoa học đầu tiên năm 1994.